# 829년

## 연호
- 당(唐) 대화(大和) 3년
- 일본(日本) 덴초(天長) 6년

## 기년
- 당(唐) 문종(文宗) 3년
- 신라(新羅) 흥덕왕(興德王) 4년
- 발해(渤海) 선왕(宣王) 12년

## 사건
- 앵글로 색슨 왕국 성립